# Ivesia saxosa
Ivesia saxosa là loài thực vật có hoa trong họ Hoa hồng. Loài này được (Lemmon ex Greene) Ertter mô tả khoa học đầu tiên năm 1989.